# مركز سيدي بطاش (سيدي بطاش المركز)
مركز سيدي بطاش هو دُوَّار يقع بجماعة سيدى بطاش، إقليم بنسليمان، جهة الدار البيضاء سطات في المملكة المغربية. ينتمي الدوّار لمشيخة سيدي بطاش المركز التي تضم دوار واحد. يقدر عدد سكانه بـ 3474 نسمة حسب الإحصاء الرسمي للسكان والسكنى لسنة 2004.

## روابط خارجية
- البوابة الوطنية للجماعات الترابية نسخة محفوظة 12 مارس 2018 على موقع واي باك مشين.
- المندوبية السامية للتخطيط